# Кіліс (провінція)
 Кіліс (тур. Kilis) — провінція в Туреччині, розташована на південному сході країни. Столиця — місто Кіліс.    
Населення 118 457 жителів (за переписом від 2007 року). Провінція складається з 4 районів. 